# Ensemble Damian

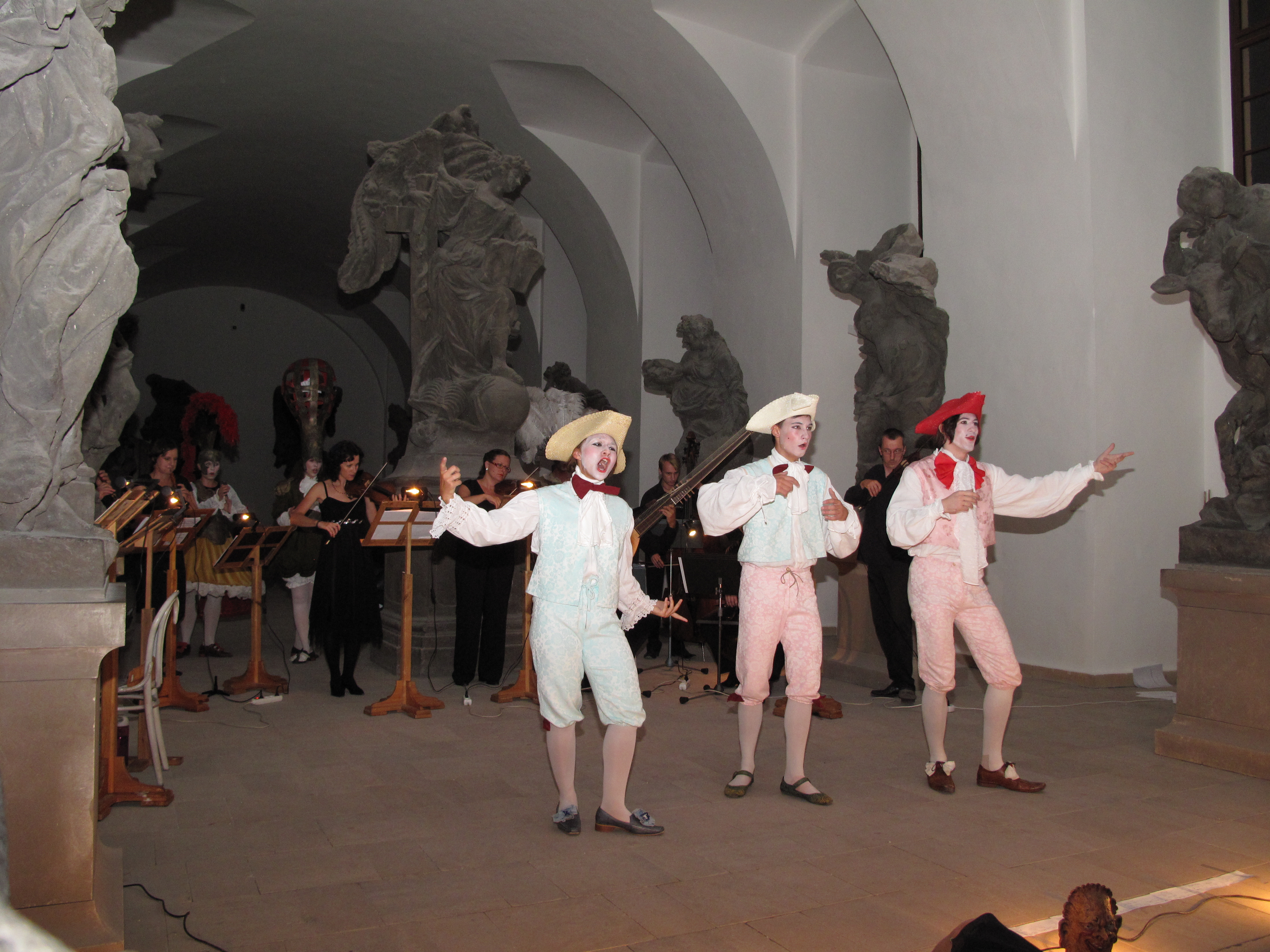
La Senna festeggiante v podání Ensemble Damian na Theatrum Kuks 2015

Ensemble Damian je olomoucký hudební soubor založený v roce 1995. Zaměřuje se na interpretaci soudobé a barokní hudby, zejména scénické provedení oper. Vedoucím souboru je Tomáš Hanzlík. Počet členů se proměňuje dle potřeby. Vokalisté mají rovný hlas a hudebníci používají při interpretaci staré hudby kopie dobových nástrojů. Soubor pořádá festivaly Baroko, Opera Schrattenbach a do roku 2019 měl pod svou záštitou také Olomoucké barokní slavnosti. K dispozici má rozsáhlý depozitář kostýmů a rozebíratelnou divadelní scénu Theatrum Schrattenbach. Soubor spolupracuje se skladateli Vítem Zouharem a Tomášem Hanzlíkem.
Ensemble Damian získal v roce 2020 cenu diváků na prestižním festivalu Opera 2020 za inscenaci L'Arianna skladatelů Tomáše Hanzlíka, Claudia Monteverdiho a Víta Zouhara. Již v minulosti byla za titulní roli v této opeře sopranistka Kristýna Vylíčilová zařazena do širší nominace na Cenu Thálie. Do širší nominace byla také roku 2017 zařazena operní pěvkyně Dora Rubart Pavlíková za roli Astreus v opeře Leonarda Vinci La Contesa de'Numi. Mezi další úspěchy souboru patří zařazení inscenace opery Il tribunale di Giove Karla Ditterse z Dittersdorfu na seznam nejlepších inscenací roku 2019 dle portálu Opera Plus Režie všech zmíněných titulů se ujal vedoucí souboru Tomáš Hanzlík.

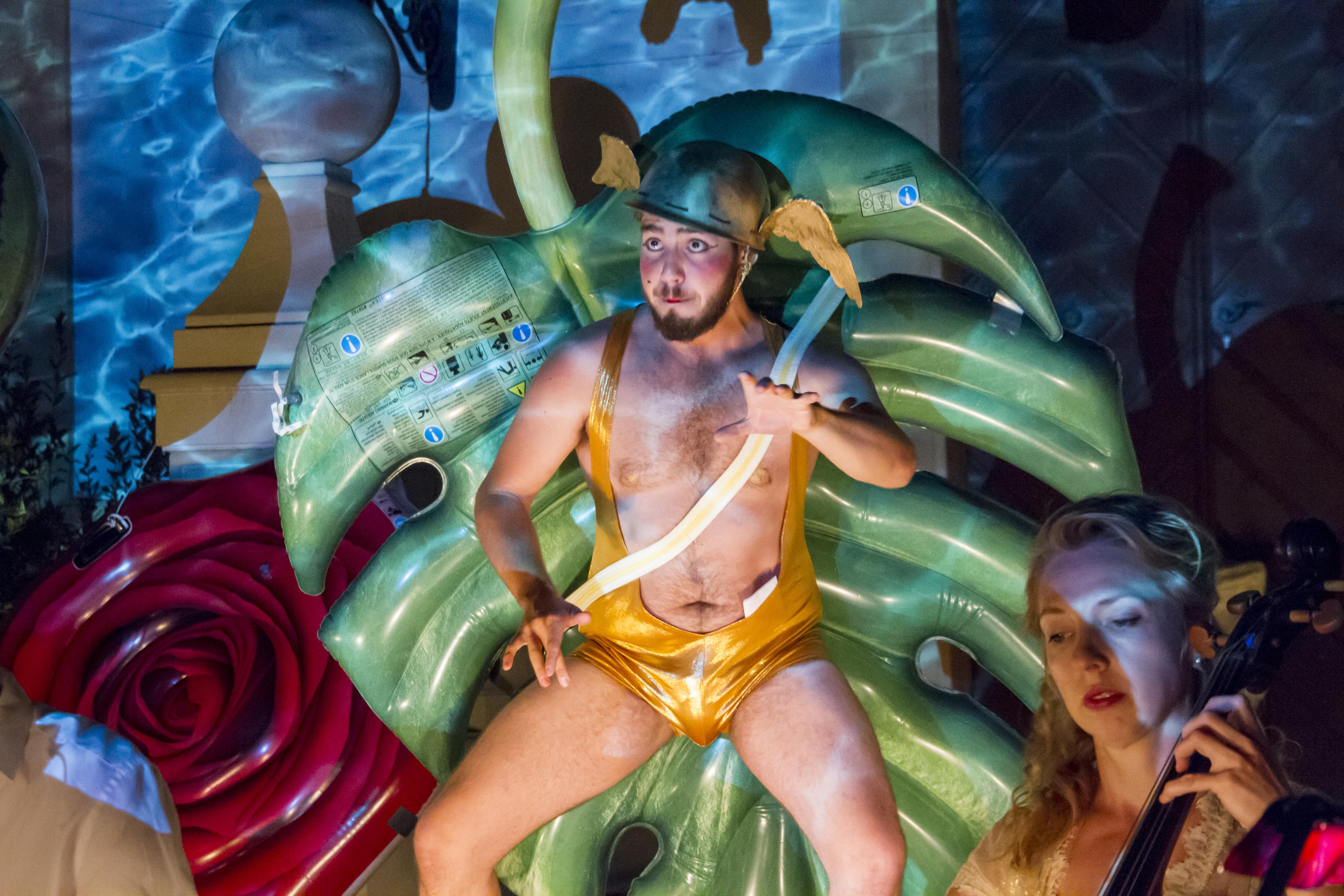
Opera La Psiché na Theatrum Kuks 2020

## Účast na akcích
- Pražské barokní slavnosti 2011[3]
- Theatrum Kuks 2015
- Olomoucké barokní slavnosti
- Mezinárodní hudební festival Leoše Janáčka

## Galerie

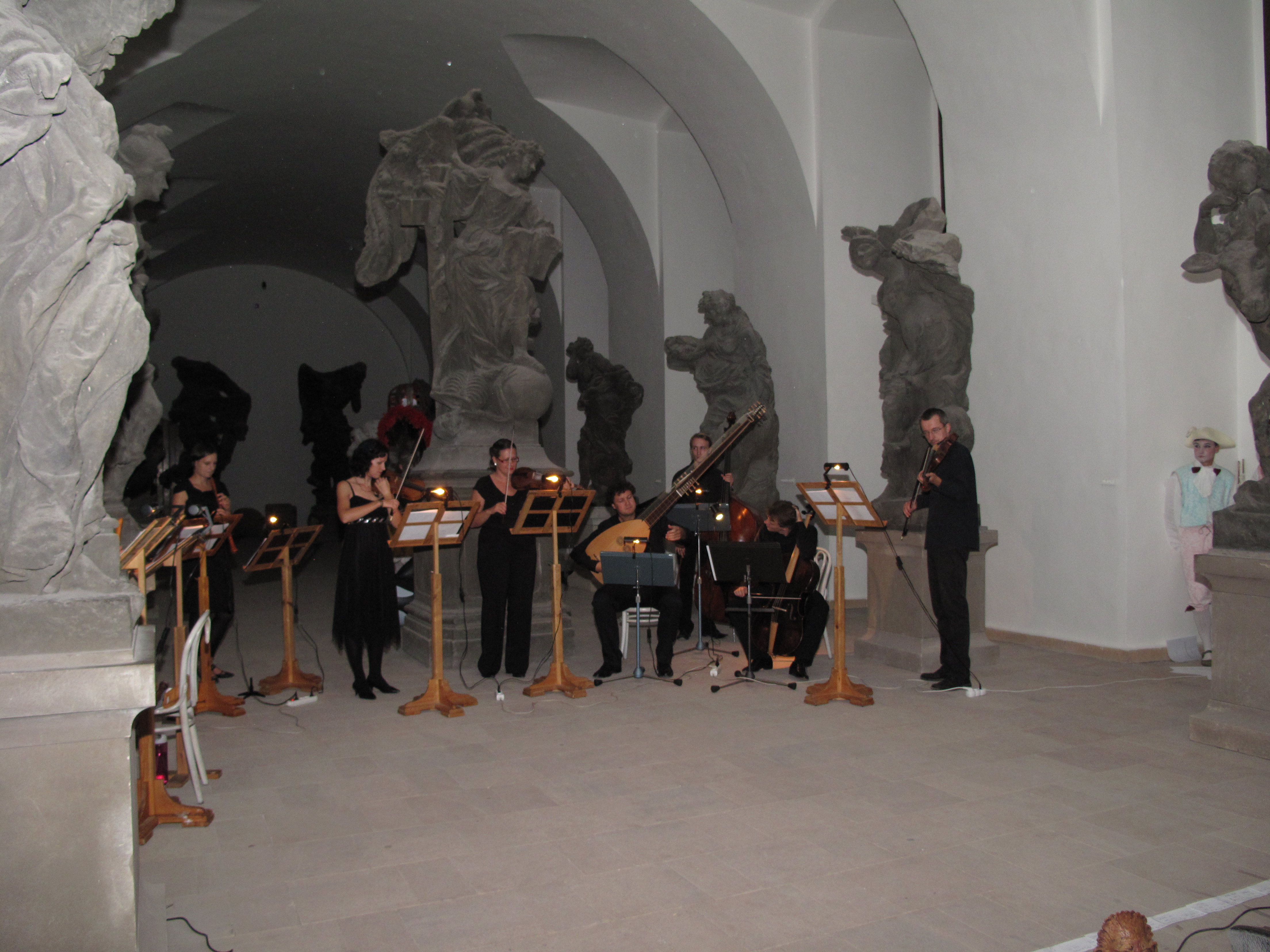
Hudebníci na provedení barokní opery
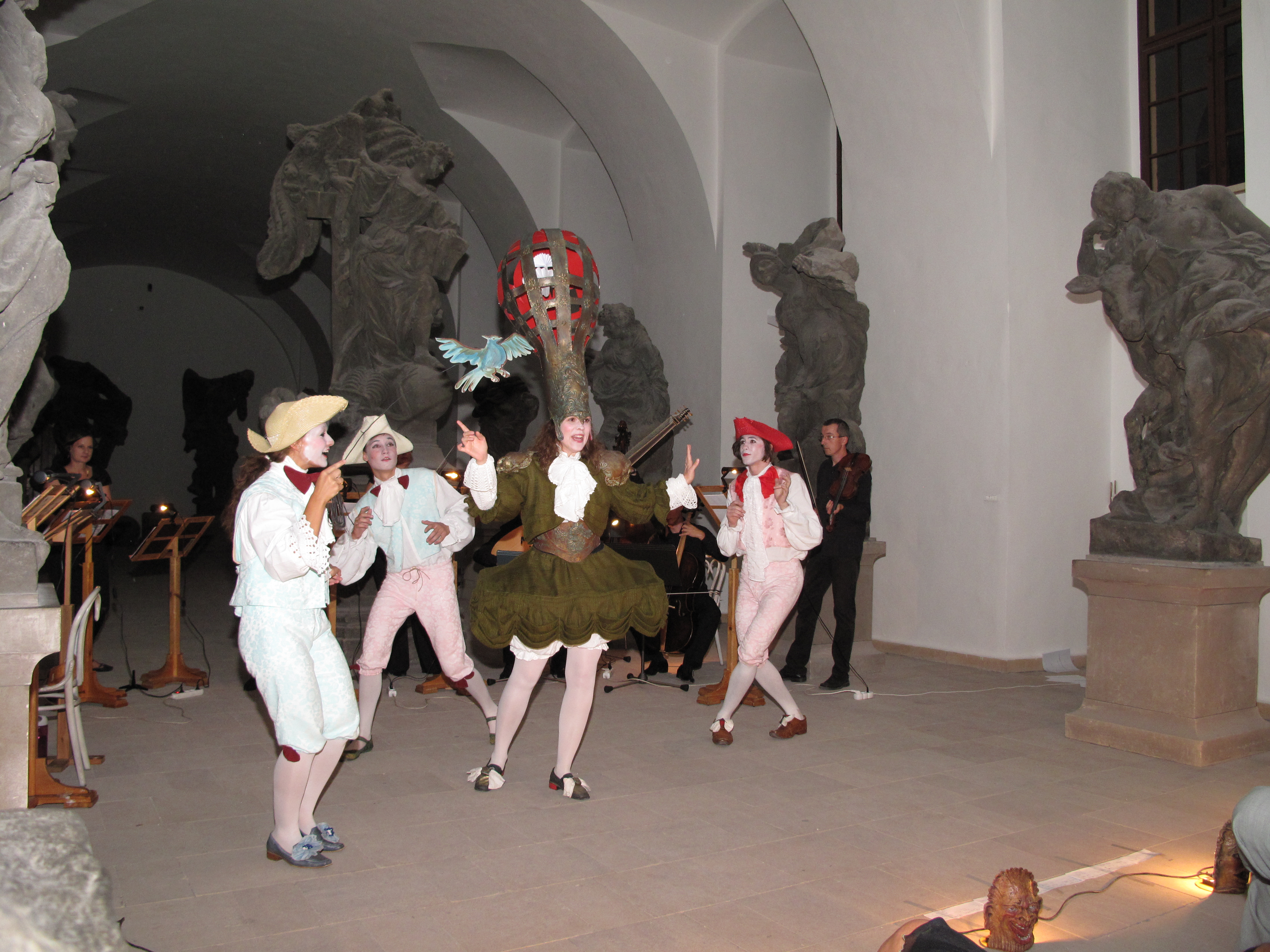
Kostýmy pěvců